# Dongfeng Fengxing Joyear Youting
Der Dongfeng Fengxing Joyear Youting (englisch: Forthing Yacht) ist ein siebensitziger Van des chinesischen Automobilherstellers Dongfeng Liuzhou Motor, die der Dongfeng Motor Corporation angehört. Die Marke des Fahrzeugs ist Dongfeng, die Submarke Fengxing. 

## Geschichte
Unter dem Codenamen M4 wurde das Modell auf der Guangzhou Auto Show 2021 vorgestellt. Der Marktstart in China erfolgte im April 2022. Seit 2023 importiert Indimo Automotive den Van als DFM Forthing 4 U-Tour auch nach Europa. Für den italienischen Markt wurde das Fahrzeug im September 2024 auf dem Turiner Autosalon als EVO Spazio von DR Automobiles vorgestellt.

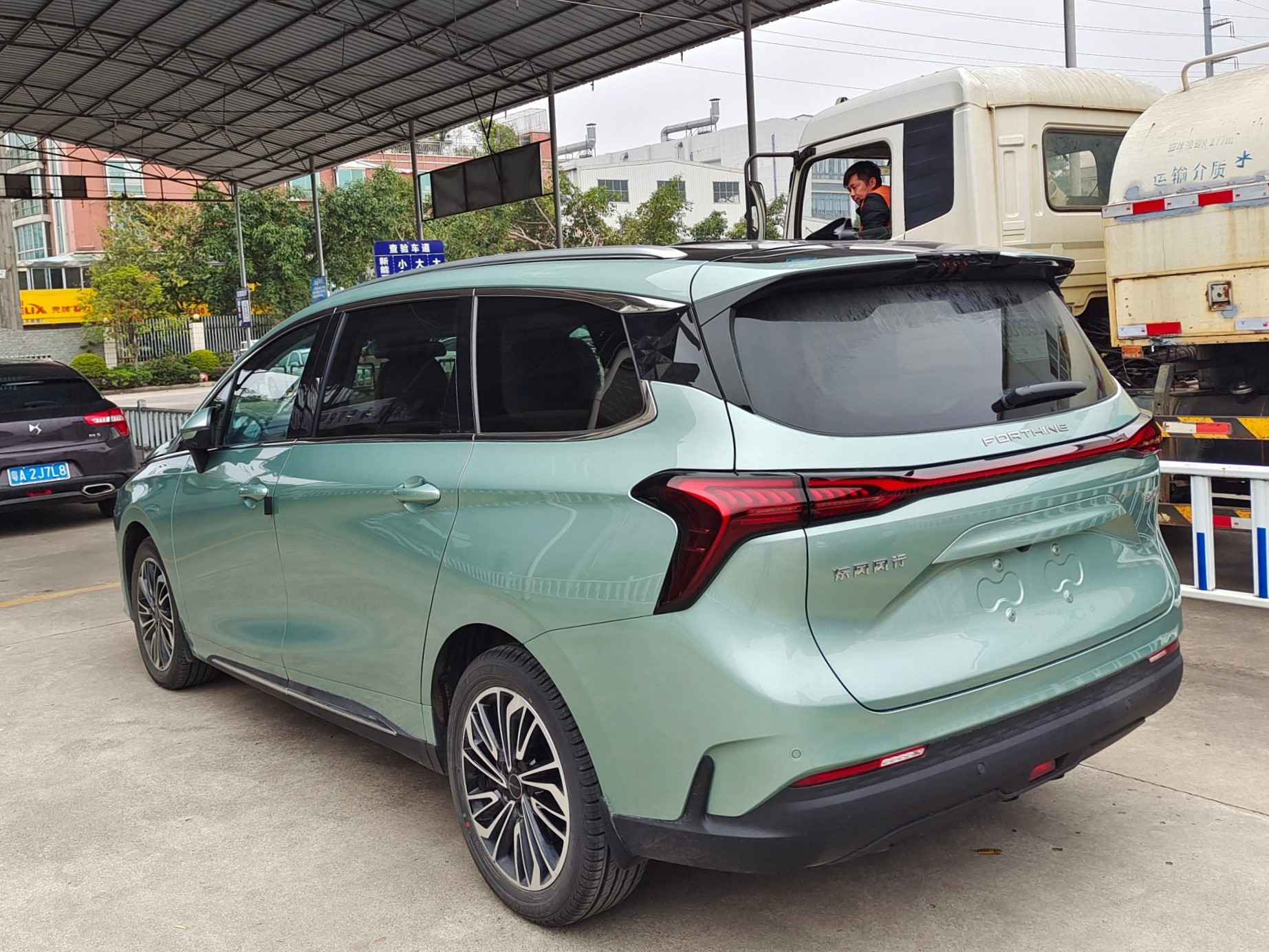
Heckansicht
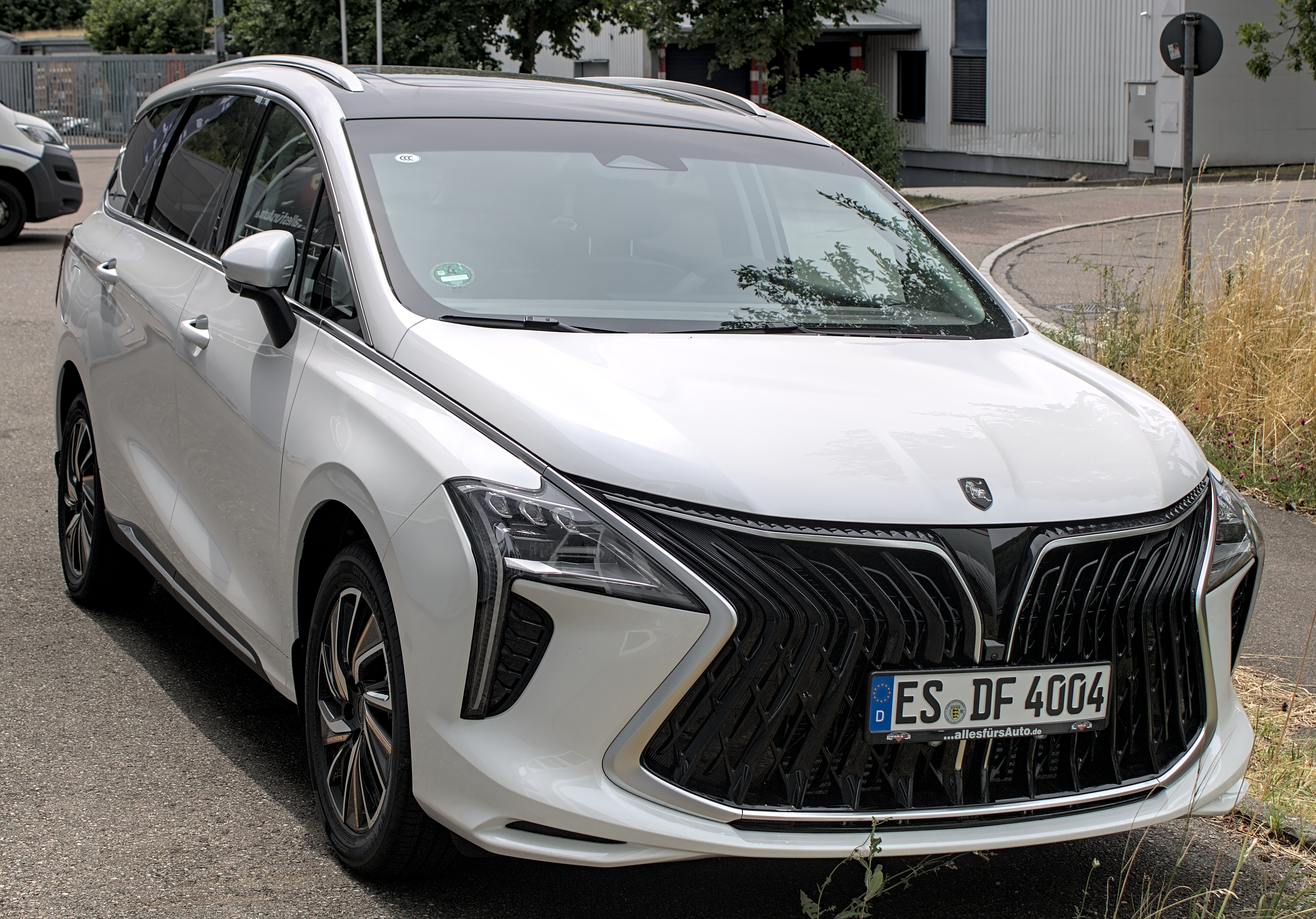
DFM Forthing 4 U-Tour (seit 2023)
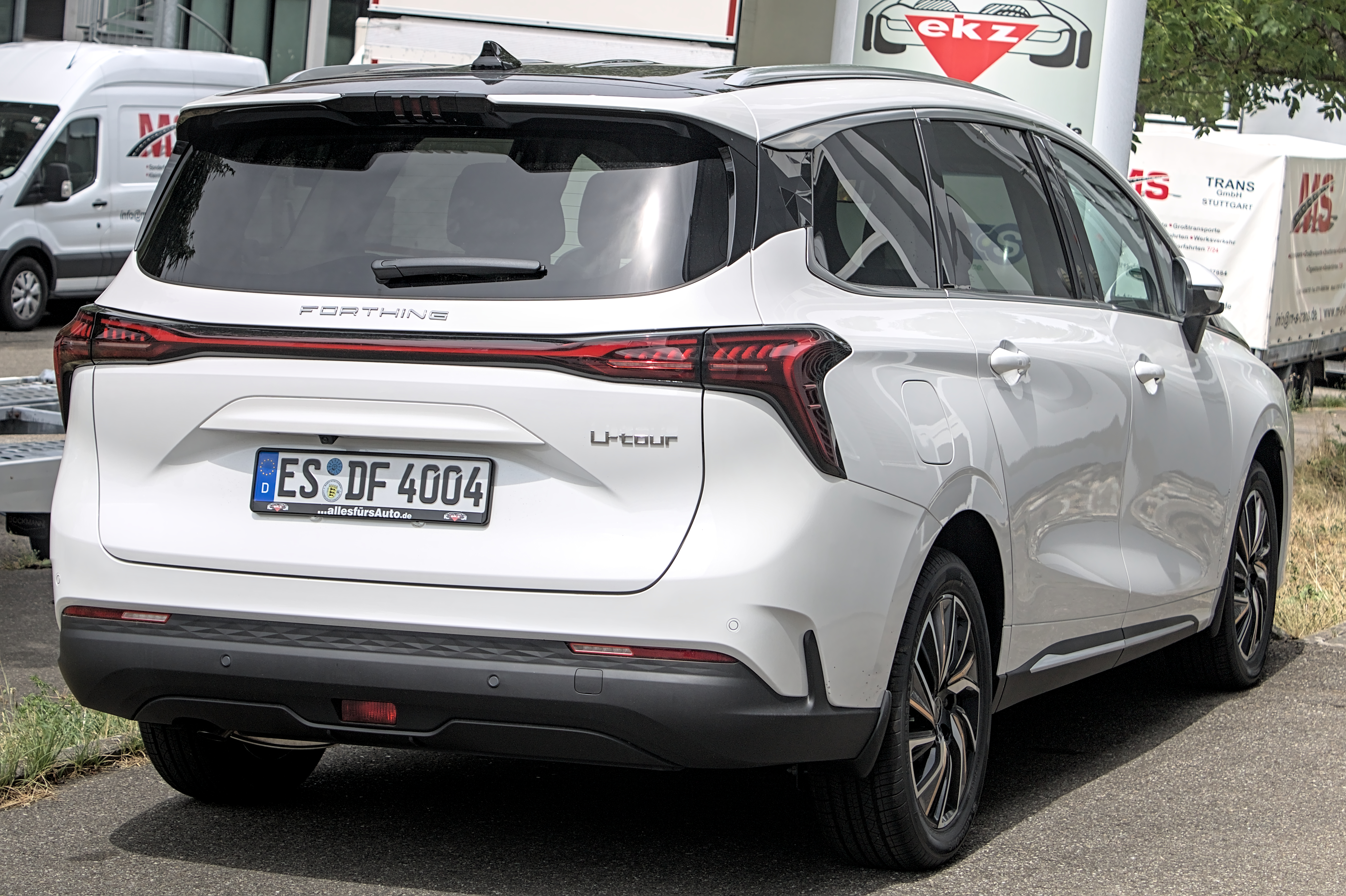
Heckansicht
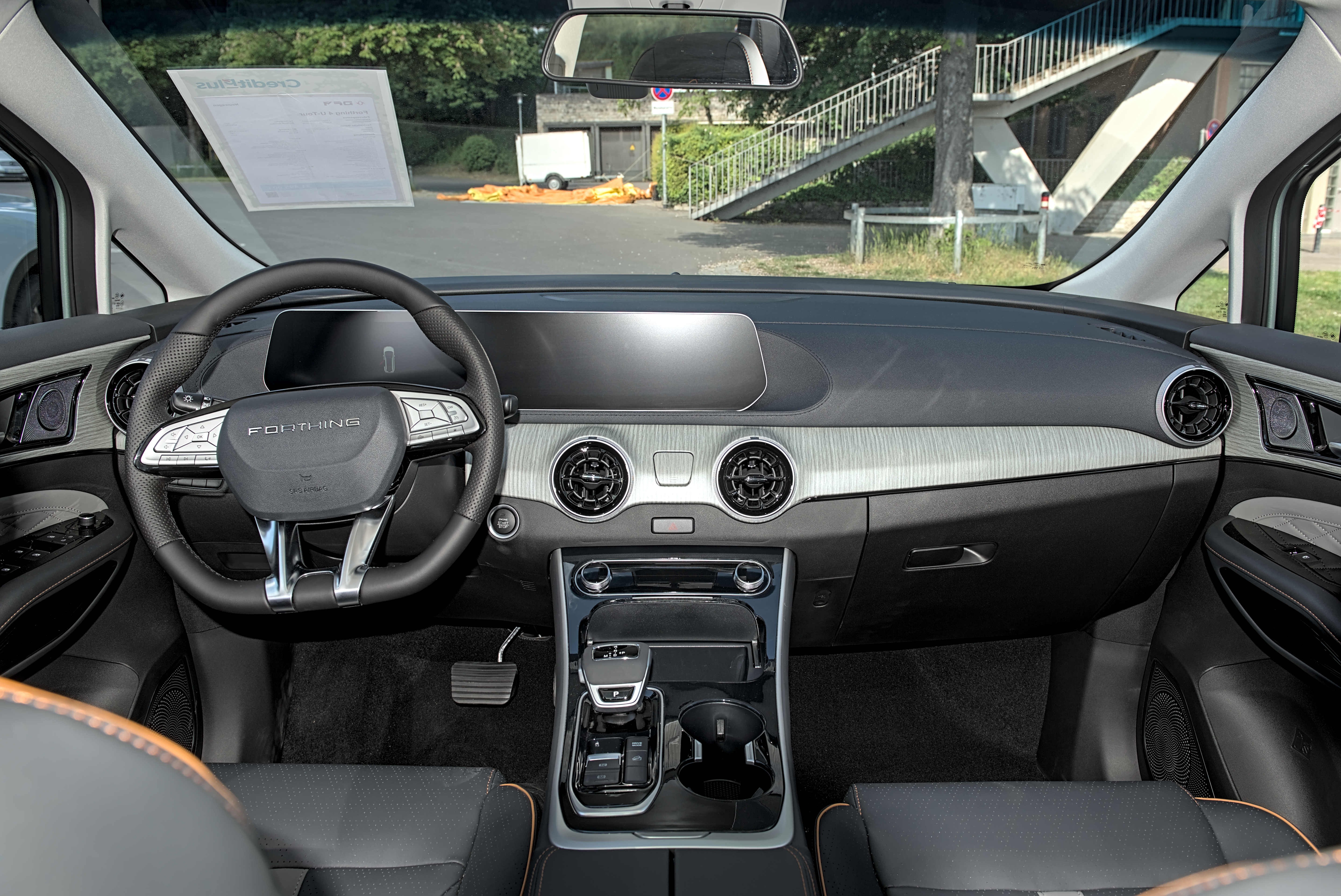
Innenansicht

## Technik
Angetrieben wird das Fahrzeug wie das SUV Dongfeng Fengxing Joyear T5 Evo von einem 1,5 Liter-Vierzylinder-Ottomotor von Mitsubishi. In China beträgt die maximale Leistung 145 kW (197 PS), die europäische Version leistet mit 130 kW (177 PS) etwas weniger. Das maximale Drehmoment beträgt auf beiden Märkten 285 Nm, die Höchstgeschwindigkeit wird bei 180 km/h elektronisch abgeregelt. Der Van hat ein Siebengang-Doppelkupplungsgetriebe und Vorderradantrieb.